# Johan Vandevelde
Johan Vandevelde (Brussel, 3 augustus 1973) is een Vlaams jeugdauteur en scenarist.

## Levensloop
Vandevelde volgde de opleiding Audiovisuele Kunsten aan de filmschool RITS. In 1998 werd hij door een van zijn docenten aanbevolen voor een schrijfproef bij de Multimedia Group, waar op dat moment de laatste afleveringen van de serie Windkracht 10 werden ingeblikt. Johan Vandevelde werkte mee aan de strips gebaseerd op deze bekende televisiereeks en maakte deel uit van het oorspronkelijke creatieve team achter de televisiereeks Flikken.
In 2000 debuteerde Johan Vandevelde met het jeugdboek De tijdspoort, gebaseerd op een eerder geschreven scenario dat nooit gepubliceerd werd, en mocht hiervoor twee jaar later de eerste prijs van de Limburgse Kinder- en Jeugdjury in ontvangst nemen. In 2005 deed hij dit nog eens over met Na het Licht, deze keer bij de Vlaamse Kinder- en Jeugdjury. Ook zijn derde boek Het Kronosproject viel in de prijzen.
Johan Vandevelde schrijft vooral in de genres fantasy en sciencefiction, maar vindt dat hij zich niet mag binden aan een bepaald genre.

### Boeken
- 2000 - De tijdspoort (Clavis)
- 2003 - De Cycloop (Clavis)
- 2004 - Het Kronosproject (Clavis)
- 2006 - Jaspers vlinders (Abimo)
- 2006 - Elfenblauw (Clavis)
- 2007 - Toxine (Abimo)
- 2008 - De Cycloop (heruitgave) (Abimo)
- 2008 - De nieuwe veroveraars (Abimo)
- 2008 - Kinderen van de adelaar (Abimo)
- 2009 - Gruwelhotel (Abimo)
- 2010 - De vallei van de goden (Abimo - Kluitman)
- 2011 - Het Cupidocomplot (Abimo)
- 2011 - Robin Roover en het geheim van Lingerton Castle, met Martin Muster (Abimo)
- 2011 - Het juweel van Silnaris, heruitgave van Elfenblauw (Abimo/Kluitman)
- 2012 - De Banneling (Abimo)
- 2013 - Nachtwild, met Bart Vermeer (Abimo)
- 2014 - Jaspers vlinders, heruitgave (Pelckmans/Abimo)
- 2014 - De helm van Armata (Pelckmans/Abimo)
- 2015 - Gruwelhotel, heruitgave (Everstory Books)
- 2016 - De demonen van Dalca: Nachtwild, met Bart Vermeer, heruitgave van Nachtwild (Pelckmans/Abimo)
- 2016 - De demonen van Dalca: Bloedlijn, met Bart Vermeer (Pelckmans/Abimo)
- 2016 - De demonen van Dalca: Levensgif, met Bart Vermeer (Van Halewyck)
- 2016 - Het Cupidocomplot, heruitgave (Solid Tales & De Scriptomanen)
- 2016 - Robin Roover en het schip dat tweemaal zonk (Solid Tales & De Scriptomanen)
- 2017 - De nieuwe veroveraars, heruitgave (Solid Tales & De Scriptomanen)
- 2017 - Kinderen van de adelaar, heruitgave (Solid Tales & De Scriptomanen)
- 2017 - De Cycloop, heruitgave (Solid Tales & De Scriptomanen)
- 2017 - Wolfsangel: Apollo (Van Halewyck)
- 2017 - De tijdspoort, heruitgave (Solid Tales & De Scriptomanen)
- 2018 - Kronieken van amber en staal 1: Het verloren galjoen (Van Halewyck)
- 2019 - Robin Roover en het geheim van Lingerton Castle, met Martin Muster, heruitgave (Solid Tales & De Scriptomanen)
- 2019 - Kronieken van amber en staal 2: De heksen van Vernalia (Van Halewyck)
- 2019 - Wolfsangel: Purgatorium (Van Halewyck)
- 2020 - Toxine, heruitgave (Solid Tales & De Scriptomanen)
- 2021 - Wolfsangel: Nemesis (Pelckmans Uitgevers)
- 2024 - Dante Drago en de wraak van Viracocha (Phoenix Books)
- 2025 - Kronieken van amber en staal 2: De heksen van Vernalia, heruitgave (Solid Tales)

### Korte verhalen
- 2004 - Graancirkels, verschenen in de reeks Vlaamse Filmpjes (Averbode)
- 2004 - Carwash Cash, verschenen in de reeks Vlaamse Filmpjes (Averbode)
- 2005 - Wolf en de dognappers, verschenen in de reeks Vlaamse Filmpjes (Averbode)
- 2006 - Wolf en het spoor van de Jakhals, verschenen in de reeks Vlaamse Filmpjes (Averbode)
- 2006 - De grimoire van Elphas in Het grote Bibberboek (Abimo)
- 2007 - Het geheim van Nicolas, verschenen in de reeks Vlaamse Filmpjes (Averbode)
- 2008 - Jonas in Het grote buitengewoon beangstigend bloedstollende Bibberboek (Abimo)
- 2012 - De blauwe knikker, verschenen in de reeks Vlaamse Filmpjes (Averbode)
- 2014 - De poorten van Perpetua, verschenen in de reeks Vlaamse Filmpjes (Averbode)
- 2024 - Mimic, in Het supercoole supergrappige superheldenboek  (Phoenix Books)

### Stripscenario's
- 1998 - Windkracht 10: De hemel in de hel, met Jan Bergmans en Hans Snauwaert (De Stripuitgeverij)
- 1998 - Windkracht 10: Gevaar onder water, met Jan Bergmans en Hans Snauwaert (De Stripuitgeverij)
- 2023 - Moon 1: Kogel voor een kruisridder (tekenaar: Stephan Louwes) (MENLU)
- 2024 - Moon 2: De stervende stad (tekenaar: Stephan Louwes) (MENLU)

### Vertalingen

###### Frans
- 2024 - Moon 1: Une balle pour un croisé (tekenaar Stephan Louwes) (Éditions Anspach)
- 2025 - Moon 2: La ville moribonde (tekenaar Stephan Louwes) (Éditions Anspach)

###### Duits (eBooks)
- 2020 - Robin Roover und das Geheimnis von Lingerton Castle (Solid Tales)
- 2020 - Robin Roover und das Schiff, das zweimal sank (Solid Tales)

## Bekroningen
- 2002 - Prijs van de Kinder- en Jeugdjury Limburg (Lees17) 12 t/m 14 jaar voor De tijdspoort
- 2005 - Prijs van de Kinder- en Jeugdjury Vlaanderen 12 t/m 14 jaar voor Na het Licht: De Cycloop
- 2006 - Tweede plaats Kinder- en Jeugdjury Vlaanderen 10 t/m 12 jaar voor Het Kronosproject
- 2007 - Eervolle vermelding John Flandersprijs voor het kortverhaal Het geheim van Nicolas
- 2008 - Prijs van de Kinder- en Jeugdjury Vlaanderen 12 t/m 14 jaar voor Elfenblauw
- 2012 - Prijs van de Kinder- en Jeugdjury Vlaanderen 12 t/m 14 jaar voor De vallei van de goden
- 2013 - Tweede plaats Kinder- en Jeugdjury Vlaanderen 12 t/m 14 jaar voor Het Cupidocomplot
- 2015 - Tweede plaats Kinder- en Jeugdjury Vlaanderen 12 t/m 14 jaar voor Nachtwild
- 2019 - Derde plaats Kinder- en Jeugdjury Vlaanderen 14+ voor Wolfsangel: Apollo